# Marc Albrighton
Marc Kevin Albrighton (n. 18 noiembrie 1989, ტამუორთი, Anglia, Regatul Unit) este un fotbalist britanic retras din activitate, care a jucat pe post de mijlocaș lateral la echipe ca Leicester, Aston Villa și West Bromwich. Pe plan internațional, are prezențe la națională pentru Anglia U20⁠(d) și Anglia U-21⁠(d).

## Cariera
Marc Albrighton a început să joace fotbal la clubul Mile Oak Monarchs, din Tamworth, localitatea sa natală. Pe când juca la acest club, Albrighton a dat probe de joc la juniorii formației West Bromwich Albion, la vârsta de opt ani. A fost refuzat de această echipă, însă imediat a intrat pe fir Aston Villa, care l-a legitimat.
A debutat pentru echipa de tineret a celor de la Villa în sezonul 2005-2006, când a evoluat în două partide. În următoarele sezoane, Albrighton a devenit un om de bază în formația de tineret, totul culminând cu câștigarea titlului de campion de tineret cu Aston Villa, la finalul sezonului 2007-2008, într-o echipă în care au mai evoluat tinere talente ca Barry Bannan sau Ciaran Clark.
Primul său meci oficial la echipa mare a celor de la Aston Villa a venit cum nu se poate mai frumos pentru Albrighton, care a fost titularizat în partida din șaisprezecimile Cupei UEFA, disputată în Rusia, împotriva celor de la ȚSKA Moscova. Aston Villa a pierdut cu 2-0, formația engleză fiind alcătuită cu precădere din tineri de la echipa de tineret.

## La naționala de tineret
Marc Albrighton a debutat la echipa națională sub 20 de ani a Angliei la data de 30 martie 2009, într-o partidă jucată pe stadionul Loftus Road (stadionul lui Queens Park Rangers) împotriva naționalei similare a Italiei. Albrighton a evoluat excelent, fiind unul din remarcații partidei, datorită deselor sale incursiuni pe partea dreaptă.